# Tadeusz Olejnik
Stanisław Tadeusz Olejnik (ur. 25 stycznia 1935 w Okalewie) – polski historyk, regionalista, doktor habilitowany nauk humanistycznych. 

## Życiorys
Przez wiele lat kierował Muzeum Ziemi Wieluńskiej w Wieluniu. W latach 1966–1972 był redaktorem wieluńskiego oddziału „Głosu Robotniczego”. Od 1997 roku profesor piotrkowskiej filii Akademii Świętokrzyskiej (na emeryturze od 2005). Od 2003 roku członek Rady Towarzystw Naukowych Polskiej Akademii Nauk. Jego główne zainteresowania badawcze dotyczą historii regionalnej (Wieluń i okolice), historii straży pożarnych oraz historii Polski okresu zaborów i II wojny światowej.

## Wybrane prace naukowe
- Pieczęcie i herby miast ziemi wieluńskiej (1971)
- Towarzystwa ochotniczych straży ogniowych w Królestwie Polskim (1996)
- Leksykon miasta Wielunia (1998)
- Wieluń. Dzieje miasta 1793–1945 (2003)
- Wieluń: polska Guernica (2004)
- Leksykon miasta Sieradza (2006)
- Leksykon miasta Wielunia, wyd. 2 poszerz. (2007)

## Wyróżnienia
- Honorowy obywatel Wielunia (2015)[1]